# Grand Prix Jef Scherens 1986
La 22e édition du Grand Prix Jef Scherens a eu lieu le 21 septembre 1986. Elle a été remportée par le Belge Jozef Lieckens.

## Classement final
Jozef Lieckens remporte la course en parcourant les 232 km en 6 h 30 min 0 s à la vitesse moyenne de 35,692 km/h.
| Classement final | Classement final    | Classement final | Classement final                | Classement final  |
|                  | Coureur             | Pays             | Équipe                          | Temps             |
| ---------------- | ------------------- | ---------------- | ------------------------------- | ----------------- |
| 1er              | Jozef Lieckens      | Belgique         | Lotto-Merckx-Emerxil            | en 6 h 30 min 0 s |
| 2e               | Johan Capiot        | Belgique         | Roland-Van de Ven-Colnago-Lucas |                   |
| 3e               | Luc De Decker       | Belgique         | Teveblad-Merckx-Santini         |                   |
| 4e               | Frank Verleyen      | Belgique         | Transvemij-Van Schilt-Elro      |                   |
| 5e               | Dirk Demol          | Belgique         | Fangio-Lois-Mavic               |                   |
| 6e               | Jan Bogaert         | Belgique         | Transvemij-Van Schilt-Elro      |                   |
| 7e               | Brian Holm Sørensen | Danemark         | Roland-Van de Ven-Colnago-Lucas |                   |
| 8e               | Bruno Geuens        | Belgique         | Fangio-Lois-Mavic               |                   |
| 9e               | Luc Desmet          | Belgique         | Teveblad-Merckx-Santini         |                   |
| 10e              | Dirk Clarysse       | Belgique         | Teveblad-Merckx-Santini         |                   |
| modifier         |                     |                  |                                 |                   |